# Kuzicus cervicercus
Kuzicus cervicercus is een rechtvleugelig insect uit de familie sabelsprinkhanen (Tettigoniidae). De wetenschappelijke naam van deze soort is voor het eerst geldig gepubliceerd in 1943 door Tinkham.